# Barbara Bates
Barbara Bates (de son vrai nom Barbara Jane Bates) est une actrice américaine née à Denver (Colorado) le 6 août 1925 et morte dans la même ville le 18 mars 1969. 

## Biographie
Elle s'est suicidée par inhalation de gaz.

## Filmographie
- 1945 : Strange Holiday d'Arch Oboler
- 1945 : Les Amours de Salomé (Salome where she danced) de Charles Lamont
- 1945 : Deanna mène l'enquête (Lady on a train) de Charles David
- 1945 : Notre cher amour (This Love of Ours) de William Dieterle
- 1945 : The Crimson Canary de John Hoffman
- 1946 : Night in Paradise d'Arthur Lubin
- 1947 : The Fabulous Joe d'Harve Foster
- 1947 : The Hal Roach Comedy Carnival de Bernard Carr et Harve Foster
- 1947 : Always Together de Frederick de Cordova
- 1948 : April Showers de James V. Kern
- 1948 : Romance à Rio (Romance on the High Seas) de Michael Curtiz
- 1948 : Johnny Belinda (Johnny Belinda) de Jean Negulesco
- 1948 : La Mariée du dimanche (June Bride) de Bretaigne Windust
- 1948 : Les Aventures de Don Juan (Adventures of Don Juan) de Vincent Sherman
- 1949 : One Last Fling de Peter Godfrey
- 1949 : The House Across the Street (en) de Richard L. Bare
- 1949 : Vive monsieur le maire (The Inspector General) d'Henry Koster
- 1950 : Sables mouvants (Quicksand) d'Irving Pichel
- 1950 : Treize à la douzaine (Cheaper by the Dozen) de Walter Lang
- 1950 : Ève (All About Eve) de Joseph L. Mankiewicz
- 1951 : I'd Climb the Highest Mountain d'Henry King
- 1951 : L'Énigme du lac noir (The Secret of Convict Lake), de Michael Gordon
- 1951 : Chéri, divorçons (Let's Make It Legal) de Richard Sale
- 1952 : Six filles cherchent un mari (Belles on Their Toes) d'Henry Levin
- 1952 : Les Bannis de la Sierra (The Outcasts of Poker Flat) de Joseph M. Newman
- 1953 : All Ashore de Richard Quine
- 1953 : Amour, Délices et Golf (The Caddy) de Norman Taurog
- 1954 : Rhapsodie (Rhapsody) de Charles Vidor
- 1956 : La Maison des secrets (House of Secrets) de Guy Green
- 1957 : Traqué par Scotland Yard (Town on Trial) de John Guillermin
- 1958 : Apache Territory (en) de Ray Nazarro